# جواو فاريا
جواو فاريا (بالبرتغالية: João Carlos Silva Faria‏) هو لاعب كرة قدم برتغالي، ولد في 12 يوليو 1990 في بارسيلوس في البرتغال. شارك مع منتخب البرتغال تحت 20 سنة لكرة القدم ومنتخب البرتغال تحت 21 سنة لكرة القدم. أما مع النوادي، فقد لعب مع نادي ريبيراو ونادي سالامانكا ونادي فارزيم.

## وصلات خارجية
- جواو فاريا على موقع قاعدة بيانات كرة القدم.إي يو (الإنجليزية)
- جواو فاريا على موقع Soccerway.com (الإنجليزية)